# 15
15 (XV) fue un año común comenzado en martes del calendario juliano, en vigor en aquella fecha. En el Imperio romano, era conocido como el Año del consulado de César y Flaco (o menos frecuentemente, año 768 Ab urbe condita). La denominación 15  para este año ha sido usado desde principios del período medieval, cuando la era A. D. se convirtió en el método prevalente en Europa para nombrar a los años.

## Acontecimientos
- Fundación de la ciudad de Emona, hoy Liubliana.
- Valerius Gratus es nombrado prefecto de Judea.

## Nacimientos

### Septiembre
- 24 de septiembre: Vitelio, emperador romano en 69 (f. 69).

### Fechas desconocidas
- Mesalina, emperatriz romana, esposa del emperador Claudio.